# Maria Pia Matarazzo
Maria Pia Matarazzo (15 de novembro de 1942) é uma empresária brasileira que é membro da família Matarazzo, uma das principais famílias de empresários industriais do país, donos das indústrias de mesmo nome. É neta de Francesco Matarazzo, pioneiro da industrialização do Brasil, fundador da histórica S/A Indústrias Reunidas Fábricas Matarazzo (IRFM), que chegou a ser o maior conglomerado industrial do Brasil e do Hemisfério Sul por décadas. A fortuna de Francesco Matarazzo, em seu apogeu, foi estimada como a quinta maior fortuna do mundo pela Revista "Exame". O Grupo Matarazzo teve três dirigentes principais: Francesco Matarazzo (de 1881 até 1937), Francisco Matarazzo Júnior (até 1977) e Maria Pia Matarazzo (de 1977 até os dias atuais).

## Biografia
Maria Pia é a filha caçula do Conde Francisco Matarazzo  II, o Júnior (1900-1977) e de Mariangela Matarazzo (1905-1996), que em seu testamento a nomeou Maria Pia para assumir os negócios da família, então com 32 anos de idade, muito embora o grupo já estivesse combalido por dívidas crescentes. Anos antes, em 1961, ela se casou com o engenheiro Roberto Lee (1934-1975), quando contava então com 18 anos de idade. Desse casamento, Maria Pia teve a filha Mariângela, muito embora ela tenha se casado outras três vezes e teve mais quatro filhos.  Em 1977, assumiu a difícil missão de tentar reerguer as Indústrias Matarazzo, que contraíram vultosas dívidas no exterior na época de seu pai. Coube a Maria Pia a decisão de modernizar os métodos administrativos da empresa e desfazer-se de unidades fabris e setores problemáticos. Assumiu o comando de 62 empresas, 20 mil empregados e dívidas estimadas em centenas de milhões de dólares, já nos anos 70. Lutou incansavelmente para reerguer o império construído pelo avô. Os dramáticos esforços, contudo, não foram capazes de impedir as concordatas de 1983 e 1990, quando o Grupo, seriamente afetado, não mais conseguiu se reerguer. Fiel à tradição do Grupo Matarazzo, ela empreendeu e procurou manter vivas as operações fabris de suas empresas. Recebeu a Medalha da Inconfidência Mineira e a Comenda Cairú, além de dezenas de outros títulos e homenagens. Integrou a comitiva do Presidente da República, Ernesto Geisel, na visita oficial à Alemanha, em 1978. Foi recebida pelo Presidente da República em exercício, Aureliano Chaves, para comunicar a concordata de 1983. Em 1990, esteve com o Presidente dos Estados Unidos George Bush em jantar oferecido pelo Presidente Fernando Collor de Mello no Itamaraty. Em 2015, seu filho José Eduardo, recebeu Sua Alteza Real, Príncipe Henry de Gales (Príncipe Harry), neto da Rainha Elizabeth II, do Reino Unido. A mãe de Maria Pia, condessa Mariângela Matarazzo, foi a última moradora da mansão da família localizada na avenida Paulista, ainda na década de 1980, quando a então prefeita de São Paulo Luiza Erundina desapropriou a área a fim de instalar ali o Museu da Casa e Cultura do Trabalhador. Tal fato assustou a família devido à então iminente possibilidade de perder uma área tão valiosa, e assim os Matarazzo chegaram até mesmo a tentar dinamitar o imóvel numa madrugada, sem sucesso. O assunto foi enterrado quando o prefeito subsequente, Paulo Maluf, assumiu a prefeitura em 1993 e revogou a desapropriação.